# Georg Sticker

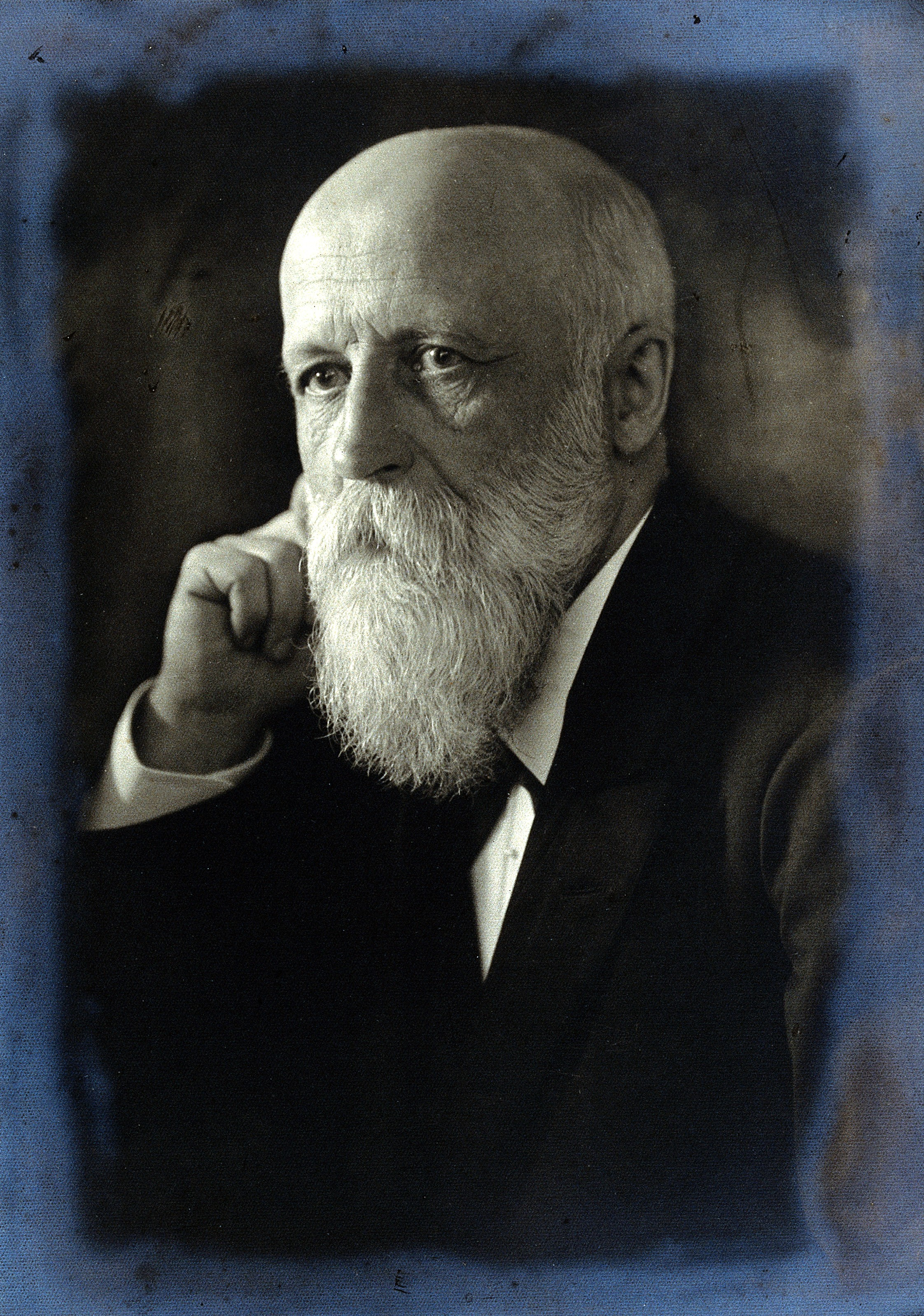
Georg Sticker, 1923

Georg Matthias Martin Josef Sticker (* 18. April 1860 in Köln; † 28. August 1960 in Zell am Main) war ein deutscher Internist, Loimologe (Seuchenforscher) und Medizinhistoriker sowie Hochschullehrer.

## Leben
Georg Sticker wurde in eine Kölner Arztfamilie geboren. In Köln besuchte er das Gymnasium St. Aposteln. Er studierte ab 1880 Medizin an den Universitäten Straßburg, Bonn und Göttingen. Ende März 1884 wurde er in Bonn mit einem Thema aus dem Gebiet der Anatomie (Beschreibung eines Schädels mit veralteter traumatischer einseitiger Unterkiefer-Verrenkung) promoviert. Von 1884 bis 1887 arbeitete er als Assistent bei dem Internisten Franz Riegel an der Universität Gießen, wurde bereits 1886 zunächst in Weilburg und dann von 1887 bis 1895 in Köln niedergelassen als praktischer Arzt tätig. Ab 1895 war Sticker als poliklinischer Assistent erster Lehrbeauftragter für Medizingeschichte an der Universität Gießen. 1895 habilitierte er sich dort für das Fach Innere Medizin. In Gießen wurde er auch 1898 zum außerordentlichen Professor ernannt.
Sticker hatte sich als junger Pestforscher 1883 einer von Robert Koch geleiteten Expedition zur Erforschung der Cholera nach Ägypten und Indien angeschlossen, von der er jedoch bereits aus Ägypten wieder nach Deutschland zurückkehrte. Auch 1897 hatte er zu den Teilnehmern der unter Leitung von Georg Gaffky und Robert Koch geleiteten deutschen Expedition gehört, die nach Bombay zur Untersuchung der dort ausgebrochenen Beulenpest gesandt worden war. Es war Sticker gelungen, Floh und Ratte als Zwischenträger der Epidemie zu identifizieren und stellte 1898 mit seiner Pestformel „Pestratte, Rattenfloh, Mensch“ eine loimologische Erfassung der Pestepidemie dem damaligen Kontagionismus gegenüber.
Im Jahr 1899 beschrieb er als erster die Ringelröteln, genannt auch Erythema infectiosum und Stickersche Krankheit. 1905 wurde Sticker Direktor des Städtischen Clemens-Hospitals in Münster und ab 1907 war er wieder als praktischer Arzt in Bonn und Köln, wo er auch die Familie Konrad Adenauers behandelte, tätig. Ab 1920 lehrte er als ordentlicher Honorarprofessor an der Universität Münster. Außerordentlicher Professor mit Titel und Rang eines ordentlichen Professors für Geschichte der Medizin war er seit dem 1. April 1921. 1922 wurde er als Nachfolger von Friedrich Helfreich (1842–1927), der 1896 bis 1919 als Extraordinarius „Geschichte der Medizin, medizinische Geographie und medizinische Statistik“ gelehrt hatte, und am 14. Dezember 1929 ordentlicher Professor für Geschichte der Medizin an der Universität Würzburg. Sticker wirkte bei Übersetzung und Herausgabe der Werke des Hippokrates durch Richard Kapferer mit.
Sticker, der in der Zeit des Nationalsozialismus der NSDAP beitrat, bejahte zunächst deren Politik und zitierte 1933 in der Münchener Medizinischen Wochenschrift Worte von Adolf Hitler: „Will das deutsche Volk, so spricht Adolf Hitler, genesen und weiter leben, so muß es die Pflichten des völkischen Staates erkennen und keine Ohren dafür haben, wenn Schwächlinge aufschreien und über Eingriffe in die heiligsten Menschenrechte jammern“.
Als der nationalsozialistisch eingestellte Rektor der Universität, Herwart Fischer, die Professur für Geschichte der Medizin in eine für Vererbungswissenschaft und Rasseforschung umzuwandeln begann, erbat Sticker im Februar 1934 seine Emeritierung und schob hierzu Altersgründe vor. Am 1. April 1934 wurde Sticker schließlich emeritiert. Ein Nachfolger wurde nicht bestellt. Den medizinhistorischen Unterricht übernahm der Anatom Curt Elze. Im gleichen Jahr wurde der ehemalige Hauptraum des von Sticker im Sommer 1921 im Pathologischen Institut (Bau 21 des Würzburger Luitpoldkrankenhauses) eingerichteten Instituts für Geschichte der Medizin zum Frühstückszimmer für studentische NSDAP-Mitglieder, und in den folgenden Jahren wurde das medizinhistorische Institut zunächst aufgelöst, bevor es am 13. März 1953 unter Robert Herrlinger offiziell wiedergegründet wurde und zunächst die Zusatzbezeichnung „Georg-Sticker-Institut“ erhielt.
Sticker, der sich nach seiner Emeritierung lediglich noch als Privatmann wissenschaftlich betätigte, war ab 1936 Mitglied der Leopoldina. Ab 1937 lebte er in Zell am Main, wo in der dortigen Lehmgrubenstraße 410 seit 1970 eine Gedenktafel an ihn erinnert. Im Jahr 1940 erhielt er die Goethe-Medaille für Kunst und Wissenschaft, 1941 die Cothenius-Medaille der Leopoldina, 1950 die Rinecker-Medaille der Medizinischen Fakultät Würzburg und 1960 verlieh die Philosophische Fakultät der Universität dem 100-jährigen Universitätsprofessor die Ehrendoktorwürde. 1960 wurde er Ehrenmitglied der Leopoldina. Georg Sticker starb in seinem Wohnhaus infolge einer grippalen Lungeninfektion und fand seine letzte Ruhestätte auf dem Friedhof zu Zell am Main.

## Schriften (Auswahl)
- als Übersetzer: A. Corradi: Geschichtliche Erinnerungen an den Gebrauch der Quecksilberverbindungen als Heilmittel. In: Deutsche Medicinal-Zeitung. Band 6, Nr. 51 (28. Juni) 1888, S. 621–626.
- Die Lehre Haller's von der Rotation des Magens im Füllungszustande – Eine Rettung. In: Deutsche Medicinal-Zeitung. Band 9, 1891, Nr. 22 (16. März), S, 247–249.
- Der Keuchhusten: Der Bostock'sche Sommerkatarrh (Das sogenannte Heufieber). In: Specielle Pathologie und Therapie, 4. Band, 2. Teil, 2. Abtheilung, A. Hölder, Wien 1896. Digitalisat
- Die neue Kinderseuche in der Umgebung von Giessen (Erythema infectiosum). In: Zeitschrift für praktische Arzte. Band 8, 1899, S. 353–358 Digitalisat
- Lungenblutungen, Anämie und Hyperämie der Lunge, Lungenödem, Schimmelpilzkrankheiten der Lunge, in: Specielle Pathologie und Therapie, 14,2,1,2., A. Hölder, Wien 1900.
- Die Pest. In: Wilhelm Ebstein (Hrsg.): Handbuch der praktischen Medizin. Band 5, Stuttgart 1901, S. 477–485.
- Die Geschichte der Pest. In: Georg Sticker: Abhandlungen aus der Seuchengeschichte und Seuchenlehre. Band 1 (Die Pest), erster Teil. Töpelmann, Gießen 1908. Digitalisat
- Die Cholera. In: Georg Sticker: Abhandlungen aus der Seuchengeschichte und Seuchenlehre. Band 2. Töpelmann, Gießen 1912. Digitalisat
- Die Bedeutung der Geschichte der Epidemien für die heutige Epidemiologie; ein Beitrag zur Beurteilung des Reichsseuchengesetzes. In: Zur historischen Biologie der Krankheitserreger. Heft 2. Töpelmann, Gießen 1910.
- Dengue und andere endemische Küstenfieber. Hölder, Wien/Leipzig 1914.
- Erkaeltungskrankheiten und Kaelteschaeden: Ihre Verhuetung und Heilung. Julius Springer, Berlin 1916.
- Heilwirkungen der terpenhaltigen Öle und Harze. Wien und Leipzig 1917.
- Geschlechtsleben und Fortpflanzung vom Standpunkt des Arztes, in: Ehe und Volksvermehrung, 2, Volksvereins-Verlag, Mönchengladbach, 1919.
- Hippokrates: Der Volkskrankheiten erstes und drittes Buch (um das Jahr 434–430 v. Chr.). Aus dem Griechischen übersetzt, eingeleitet und erläutert. Johann Ambrosius Barth, Leipzig 1923 (= Klassiker der Medizin. Band 28); unveränderter Nachdruck: Zentralantiquariat der Deutschen Demokratischen Republik, Leipzig 1968.
- Die gebräuchlichen Heilkräuter in Deutschland zur Zeit Karls des Großen. In: Janus. Band 28, (Leiden) 1924, S. 21–41.
- Die Entwickelung der ärztlichen Kunst in Deutschland [von Karl dem Grossen bis heute], Münchner Drucke, München 1927.
- Die Entwicklung der Medizinischen Fakultät an der Universität Würzburg. In: Franz Frisch, Ferdinand Flury (Hrsg.): Festschrift zum 46. Deutschen Ärztetag in Würzburg. Im Auftrag des ärztlichen Bezirksvereins. Würzburg 1927, S. 3–167.
- Fieber und Entzündung bei den Hippokratikern. In: Sudhoffs Archiv. Band 20, 1928, S. 150–174, sowie Band 22, 1929, S. 313–343 und 361–381.
- Eine Teutsche Akademie der Chirurgie im Jahr 1805. In: Proteus. Band 1, (Bonn) 1931, S. 41–45.
- Entwicklungsgeschichte der Medizinischen Fakultät an der Alma Mater Julia. In: Max Buchner (Hrsg.): Aus der Vergangenheit der Universität Würzburg. Festschrift zum 350jährigen Bestehen der Universität. Hrsg. im Auftrag von Rektor und Senat. Springer, Berlin 1932, S. 383–799.
- Professoren der Medizin in Würzburg vor zwei Menschenaltern. Mit Bildern von Ludwig Justi aus den Semestern 1862/63. In: Münchner Medizinische Wochenschrift. 6, 1932, S. 385–750.
- La universidad de Würzburgo. In: Anales E. Merck. Darmstadt 1932.
- Die Loimologie des Typhus abdominalis [Vortrag], Hippokrates-Verlag, Stuttgart/Leipzig 1933.
- Das Institut für Geschichte der Medizin an der Universität Würzburg. In: Mitteilungen zur Geschichte der Medizin, der Naturwissenschaften und der Technik. Band 36, 1937, S. 5.
- Wilhelm Olivier Leube, Professor der inneren Medizin, 1842–1925. In: Anton Chroust (Hrsg.): Lebensläufe aus Franken. (München/Leipzig/Würzburg) Band 5, 1936, S. 150–155.
- Franz von Rinecker, Professor der Medizin an der Universität Würzburg, 1811–1883. In: Anton Chroust (Hrsg.): Lebensläufe aus Franken. (München/Leipzig/Würzburg) Band 5, 1936, S. 279–288.
- Die drei schwäbischen Reformatoren der Medizin: Sudhoffvorlesung, gehalten am Sonntag, den 18. Sept. 1938 vormittags 11 Uhr im Planetarium der Stadt Stuttgart zur Eröffng der 95. Versammlung der Gesellschaft deutscher Naturforscher und Ärzte, Prof. Dr. Georg Sticker, Zell am Main 410, 1938.
- Ein Gespräch des Königs Ferdinand mit Paracelsus. Deutsche Akademie der Naturforscher, Halle (Saale) Friedrichstr. 50 a, 1941.
- Hippokrates und Paracelsus. Würzburg 1949.